# 德壽 (陳理)
德壽（1363年九月—1364年二月十九日）是元朝时期陈理的年號，共計2年。

## 改元
- 1363年——八月二十六日，陳友諒死，九月，其子陳理即位，改元德壽。[2][3][4][5]
- 1364年——二月十九日，陳理自縛向朱元璋投降。[6][7][8]

## 西曆紀年對照表
| 德壽 | 元年   | 二年   |
| ---- | ------ | ------ |
| 公元 | 1363年 | 1364年 |
| 干支 | 癸卯   | 甲辰   |

## 同期存在的其他政权年号
- 中國
  - 至正（1341年－1370年）：元朝—元顺帝之年號
  - 龍鳳（1355年－1366年）：元朝時期—韓林兒之年號
  - 天統（1363年－1366年）：元朝時期—明夏政權明玉珍之年號
- 越南
  - 大治（1358年－1368年）：陳朝—陳裕宗陳暭之年號
- 日本
  - 正平（1347年－1370年）：南朝—后村上天皇与长庆天皇之年号
  - 貞治（1362年－1368年）：北朝—後光嚴天皇之年號

## 深入閱讀
- 李崇智. . 北京: 中華書局. 2004年12月. ISBN 7101025129.
- 鄧洪波. . 臺北: 國立臺灣大學東亞經典與文化研究計劃. 2005年3月  [2021-11-12]. ISBN 9789860005189. （原始内容 (pdf)存档于2007-08-25）.

| 前一年號： 大义 | 中国年号索引 | 下一年號： -- |